# 廣島高速2號線
廣島高速2號線（日语：／ Hiroshima kōsoku 2 gōsen */?）是從廣島縣廣島市東區溫品JCT至廣島縣廣島市南區的仁保JCT廣島高速道路路線。

## 概要
與廣島高速1號線（舊・安藝府中道路、溫品繞道）、廣島吳道路、廣島南道路（海田大橋、廣島高速3號線）連接。本道路也被稱作府中仁保道路（府中仁保道路／ふちゅうにほどうろ）。全區間被指定為廣島縣道473號府中仁保線（広島県道473號府中仁保線／ひろしまけんどう473ごう ふちゅうにほせん）。
2010年全線通車，與国道2号還有県道翠町仁保線並走的東雲出入口～仁保出入口間以暫定2車道的方式啟用。
幾乎全線沿溫品川與猿猴川而行。在廣島高速2号線建設之際，接近高架橋桁的國立廣島大學附屬東雲小學、中學有被提出移轉校地的意見，但直到2011年4月為止，移轉議論仍在紙上談兵階段。
- 規格（日语：道路構造令）：第2種第2級（快速道路）
- 設計速度：60km/h
- 道路幅員
  - 高架部：17.50公尺（4車道）
    - （暫定2車道路段10.50公尺）
- 車道幅員：3.5公尺
- 車道數 : 4車道（暫定2車道路段約1.8公里）

### 縣道上概要
- 起点：廣島縣廣島市東区温品（溫品系統交流道）
- 終点：廣島縣廣島市南区仁保（仁保系統交流道（日语：仁保ジャンクション））
- 總長：5.9公里

## 交流道
- 全線位於日本廣島縣廣島市內。
- 設施名稱欄的背景色為■顯示該部分設施尚未啟用。

| 中文設施名稱           | 日文設施名稱 | 英文設施名稱 | 接續路線名稱                          | 起點里程 （公里） | 備註                                  | 所在地       |
| ---------------------- | ------------ | ------------ | ------------------------------------- | ----------------- | ------------------------------------- | ------------ |
| 廣島北道路（候補路線） |              |              |                                       |                   |                                       |              |
| 溫品JCT                |              |              | 廣島高速1號線 廣島高速5號線（興建中） | 0.0               | 與高速5號線的聯絡道路預定2024年度開通 | 東區、府中町 |
| 矢賀出入口             |              |              | 廣島縣道70號廣島中島線                |                   | 只限仁保JCT方向出入口                 | 東區、府中町 |
| 府中出入口             |              |              | 廣島縣道84號東海田廣島線              |                   | 只限溫品JCT方向出入口                 | 府中町       |
| 大州出入口             |              |              | 廣島縣道164號廣島海田線               |                   | 只限仁保JCT方向出入口                 | 南區         |
| 東雲出入口             |              |              | 國道2號（新廣島繞道）                 |                   | 只限溫品JCT方向出入口                 | 南區         |
| 仁保出入口             |              |              | 廣島縣道86號翠町仁保線                |                   | 只限仁保JCT方向出入口                 | 南區         |
| 仁保JCT                |              |              | 廣島高速3號線 海田大橋                | 5.9               |                                       | 南區         |
| E31 廣島吳道路         |              |              |                                       |                   |                                       |              |

## 歷史
- 2010年4月26日 : 隨溫品系統交流道～仁保系統交流道間通車後啟用（部分暫定2車道）。同時間全線通車。

## 路線狀況

### 連接高速公路
- 廣島高速1号線（於温品系統交流道連接）
- 廣島高速5号線（於温品系統交流道連接：事業中）
- 廣島北道路（日语：広島北道路）（於温品系統交流道連接：計画中）
- 廣島高速3號線（於仁保系統交流道（日语：仁保ジャンクション）連接）
- E31 廣島吳道路（於仁保系統交流道連接）
- 海田大橋（於仁保系統交流道連接）

### 交通量
24小時交通量（台）　道路交通調查
| 区間                             | 平成22（2010）年度 | 平成27（2015）年度 |
| -------------------------------- | ------------------ | ------------------ |
| 間所出入口/温品系統 - 矢賀出入口 | 11,122             | 17,812             |
| 矢賀出入口 - 府中出入口          | 12,442             | 19,772             |
| 府中出入口 - 大洲出入口          | 9,640              | 15,125             |
| 大州出入口 - 東雲出入口          | 12,129             | 20,587             |
| 東雲出入口 - 仁保出入口          | 8,775              | 15,131             |
| 仁保出入口 - 仁保系統            | 40,846             | 37,048             |

（來源：「平成22年度道路交通調查 （页面存档备份，存于）」・「平成27年度全国道路・街路交通情勢調査 （页面存档备份，存于）」（自国土交通省網頁摘取資料作成）

## 相關項目
- 中國地方道路列表
- 廣島縣道列表（日语：広島県の県道一覧）

## 外部連結
- 廣島高速道路公社 （页面存档备份，存于）

1. ↑  . 広島県. 2020-01-24  [2021-01-22]. （原始内容存档于2024-08-03）.